# Conde de Chester

Brasão de armas do conde de Chester: Azure, ou três trajes (feixes de trigo)

O Condado de Chester, ou, na sua forma portuguesa, de Céstria, foi um dos condados mais poderosos da Inglaterra medieval. Desde 1301 o título tem sido geralmente concedido aos herdeiros aparente ao trono Inglês, e do final do século XIV foi dado apenas em conjunto com o do Príncipe de Gales.

## Listas dos Condes de Chester

### Primeira geração (1067-1070)
- Gerbod o Fleming, 1º conde de Chester

### Segunda geração (1071)
Os Condes/Senhores de Chester foram:
- 1071-1101 - Hugo de Avranches, 1º conde de Chester (-1101)
- 1101–1120 - Ricardo de Avranches, 2º conde de Chester (1094–1120)
- 1120–1129 - Ranulfo le Meschin, 3º conde de Chester (–c.1129)
- 1129–1153 - Ranulfo de Gernon, 4º conde de Chester (–c.1153)
- 1153–1181 - Hugo de Kevelioc, 5º conde de Chester (1147–1181)
- 1181–1232 - Ranulfo de Blondeville, 6º conde de Chester (c.1172–1232)
- 1232-1232 - Matilde de Chester, condessa de Chester de jure (1171–1233) (Herdado em outubro de 1232 1232 – inter vivos presente para o filho de novembro de 1232)
- 1232–1237 - João da Escócia, conde de Huntingdon (c. 1207–1237)

(As datas acima são aproximadas)

### Terceira geração (1254)
- Eduardo, Senhor de Chester, mas sem o título de conde (1239-1307) (tornou-se rei em 1272)

### Quarta geração (1264)
- Simon de Montfort, 6° conde de Leicester (1208-1265) (perdeu em 1265)

(Não há nenhuma evidência de que Afonso, filho mais velho de Eduardo I, foi criado conde de Chester, embora ele foi denominado como tal)

### Quinta geração (1301)
- Eduardo de Caernarfon, conde de Chester (1284-1327) (tornou-se o rei Eduardo II, em 1307)

### Sexta geração (1312)
- Eduardo de Windsor, conde de Chester (1312-1377) (tornou-se o rei Eduardo III, em 1327)

Depois disso, o Condado de Chester foi criado em conjunto com o Principado de Gales. Veja Príncipe de Gales para mais condes de Chester.